# Jack Brabham
Sir John Arthur "Jack" Brabham (Hurtsville, 2. travnja 1926. – Gold Coast, 19. svibnja 2014.) je bio australski vozač automobilističkih utrka. 
Bio je svjetski prvak u Formuli 1 1959., 1960. (Cooper-Climax) i 1966. godine (Brabham-Repco). Bio je konstruktor trkaćih automobila i osnivač tima Brabham.
Rođen je u malom gradić nedaleko Sidneya. Od mladosti je bio vezan uz automobile i posao mehaničara. U dobi od 12 godina naučio je voziti obiteljski auto kao i dostavne kamione koje je njegov otac koristio u obiteljskom poslu. Pohađao je tehnički koledž, studirao metalurgiju, stolarstvo i tehničko crtanje.

## Karijera

### Karijera prije Formule 1
Brabham je bio leteći mehaničar u Kraljevskim Australskim zaračnim snagama (Royal Australian Air Force) te je vodio malu inženjersku radionu prije nego što se počeo natjecati u malim automobilima 1948. godine. Uspjesi u cestovnim natjecanjima u Austaliji i Novom Zelandu naveli su ga da karijeru nastavi u Velikoj Britaniji. Postao je članom Cooper Car Company trkaće momčadi, pri čemu nije samo vozio utrke već je sudjelovao i u izradi trkaćih automobila. 

### Formula 1
Tijekom svoje trkaće i konstruktorske karijer pridonio je dizajnu automobila s motorom u sredini koji je Cooper koristio u Formuli 1 kao i na utrci 500 milja Indianapolisa. 
Osvojio je titulu svjetskog prvaka u Formuli 1 1959. i 1960. godine. 
Zatim je 1962. godine osnovao svoju vlastitu kompaniju Brabham zajedno s australskim kolegom Ronom Tauranacom. Kompanija je postala najveći proizvođač na svijetu trkaćih automobila za korisnike po narudžbi tijekom 1960-ih. 
Brabham je 1966. godine postao prvi, i do sada jedini vozač koji je osvojio titulu svjetskog prvaka Formule 1 vozeći svoj vlastiti automobil. 

### Život nakon Formule 1
Brabham se vratio u Australiju nakon završetka sezone Formule 1 1970. Kupio je farmu i bavio se različitim poslovnim interesima koji su uključivali kompaniju Engine Developments, proizvođača motora za utrkivanje, i vlasništvo nad nekoliko garaža.

## Rezultati u Formuli 1
| Sezona | Momčad                                    | Šasija                     | Motor               | Utrke | Pobjede | Podiji | Bodovi  | Plasman |
| ------ | ----------------------------------------- | -------------------------- | ------------------- | ----- | ------- | ------ | ------- | ------- |
| 1955.  | Cooper Car Company                        | Cooper T40                 | Bristol Straight-6  | 1     | 0       | 0      | 0       | —       |
| 1956.  | Jack Brabham                              | Maserati 250F              | Maserati Straight-6 | 1     | 0       | 0      | 0       | —       |
| 1957.  | Cooper Car Company Rob Walker Racing Team | Cooper T43                 | Climax Straight-4   | 5     | 0       | 0      | 0       | —       |
| 1958.  | Cooper Car Company                        | Cooper T45                 | Climax Straight-4   | 9     | 0       | 0      | 3       | 18.     |
| 1959.  | Cooper Car Company                        | Cooper T51                 | Climax Straight-4   | 8     | 2       | 5      | 31 (34) | 1.      |
| 1960.  | Cooper Car Company                        | Cooper T53                 | Climax Straight-4   | 10    | 5       | 5      | 43      | 1.      |
| 1961.  | Cooper Car Company                        | Cooper T55 / T58           | Climax L4 / V8      | 8     | 0       | 0      | 4       | 11.     |
| 1962.  | Brabham Racing Organisation               | Lotus 24 Brabham BT3       | Climax V8           | 8     | 0       | 0      | 9       | 9.      |
| 1963.  | Brabham Racing Organisation               | Lotus 25 Brabham BT3 / BT7 | Climax V8           | 10    | 0       | 1      | 14      | 7.      |

## Pobjede

### Formula 1
| Rb. | Sezona | Datum        | Velika Nagrada      | Staza             | Momčad             | Šasija     | Motor             | Gume | Grid |
| --- | ------ | ------------ | ------------------- | ----------------- | ------------------ | ---------- | ----------------- | ---- | ---- |
| 1.  | 1959.  | 10. svibnja  | VN Monaka           | Monaco            | Cooper Car Company | Cooper T51 | Climax FPF L4 2.5 | D    | 3.   |
| 2.  | 1959.  | 18. srpnja   | VN Velike Britanije | Aintree           | Cooper Car Company | Cooper T51 | Climax FPF L4 2.5 | D    | 1.   |
| 3.  | 1960.  | 6. lipnja    | VN Nizozemske       | Zandvoort         | Cooper Car Company | Cooper T53 | Climax FPF L4 2.5 | D    | 2.   |
| 4.  | 1960.  | 19. lipnja   | VN Belgije          | Spa-Francorchamps | Cooper Car Company | Cooper T53 | Climax FPF L4 2.5 | D    | 1.   |
| 5.  | 1960.  | 3. srpnja    | VN Francuske        | Reims             | Cooper Car Company | Cooper T53 | Climax FPF L4 2.5 | D    | 1.   |
| 6.  | 1960.  | 16. srpnja   | VN Velike Britanije | Silverstone       | Cooper Car Company | Cooper T53 | Climax FPF L4 2.5 | D    | 1.   |
| 7.  | 1960.  | 14. kolovoza | VN Portugala        | Porto             | Cooper Car Company | Cooper T53 | Climax FPF L4 2.5 | D    | 3.   |